# Крушник
Крушник (пол. Krusznik) — село в Польщі, у гміні Новинка Августівського повіту Підляського воєводства.
Населення — 108 осіб (2011).
У 1975-1998 роках село належало до Сувальського воєводства.

## Демографія
Демографічна структура станом на 31 березня 2011 року:
|          | Загалом | Допрацездатний вік | Працездатний вік | Постпрацездатний вік |
| -------- | ------- | ------------------ | ---------------- | -------------------- |
| Чоловіки | 49      | 7                  | 34               | 8                    |
| Жінки    | 59      | 16                 | 20               | 23                   |
| Разом    | 108     | 23                 | 54               | 31                   |